# لیبرتالیا
لیبرتالیا یک شهر افسانه‌ای است که گفته می‌شود توسط دزدان دریایی در ماداگاسکار ساخته شده است. این شهر به عنوان یک پناهگاه و پایگاه برای دزدان دریایی و قانون شکنان تصور می‌شد، جایی که آنها می‌توانستند ثروت‌های خود را جمع‌آوری کرده و مستقل از قدرت‌های استعماری زندگی کنند. 
بر اساس افسانه‌ها، لیبرتالیا توسط یک کاپیتان دزدان دریایی به نام کاپیتان کارایب تأسیس شد و هدف آن ایجاد یک جامعه آزاد و برابر برای دزدان دریایی بود. در این شهر، قوانین دزدان دریایی حاکم بود و آنها به جای اینکه تحت سلطه دولت‌های مستعمراتی باشند، خودشان قوانین خود را وضع می‌کردند. 
در حالی که وجود لیبرتالیا هرگز به طور قطعی تأیید نشده است، این شهر به عنوان یک نماد از آرمان‌های آزادی‌خواهی و ضد استبداد در فرهنگ عامه شناخته شده است. 
این شهر یک شهر احتمالا خیالی و افسانه و اسطوره میباشد که طبق بررسی داستان هنری ایوری  ، این شهر توسط هنری ایوری و با همکارانش ساخته شده است .
طبق داستان ها و افسانه ها ، این شهر گمشده بر اثر فروپاشی داخلی ، و جنگ داخلی از بین رفته است 

احتمالا مکان این شهر گمشده ، در جزیره های اقیانوس هند میباشد 
این شهر در داستان بازی انچارتدد ۴ به تصویر کشانده شده است ، و شخصیت های داخل بازی در حال کشف این شهر میباشند
1. ↑  هنری ایوری https://en.m.wikipedia.org/wiki/Dictionary_of_National_Biography#Oxford_Dictionary_of_National_Biography. پارامتر |عنوان= یا |title= ناموجود یا خالی (کمک)